# Erinose

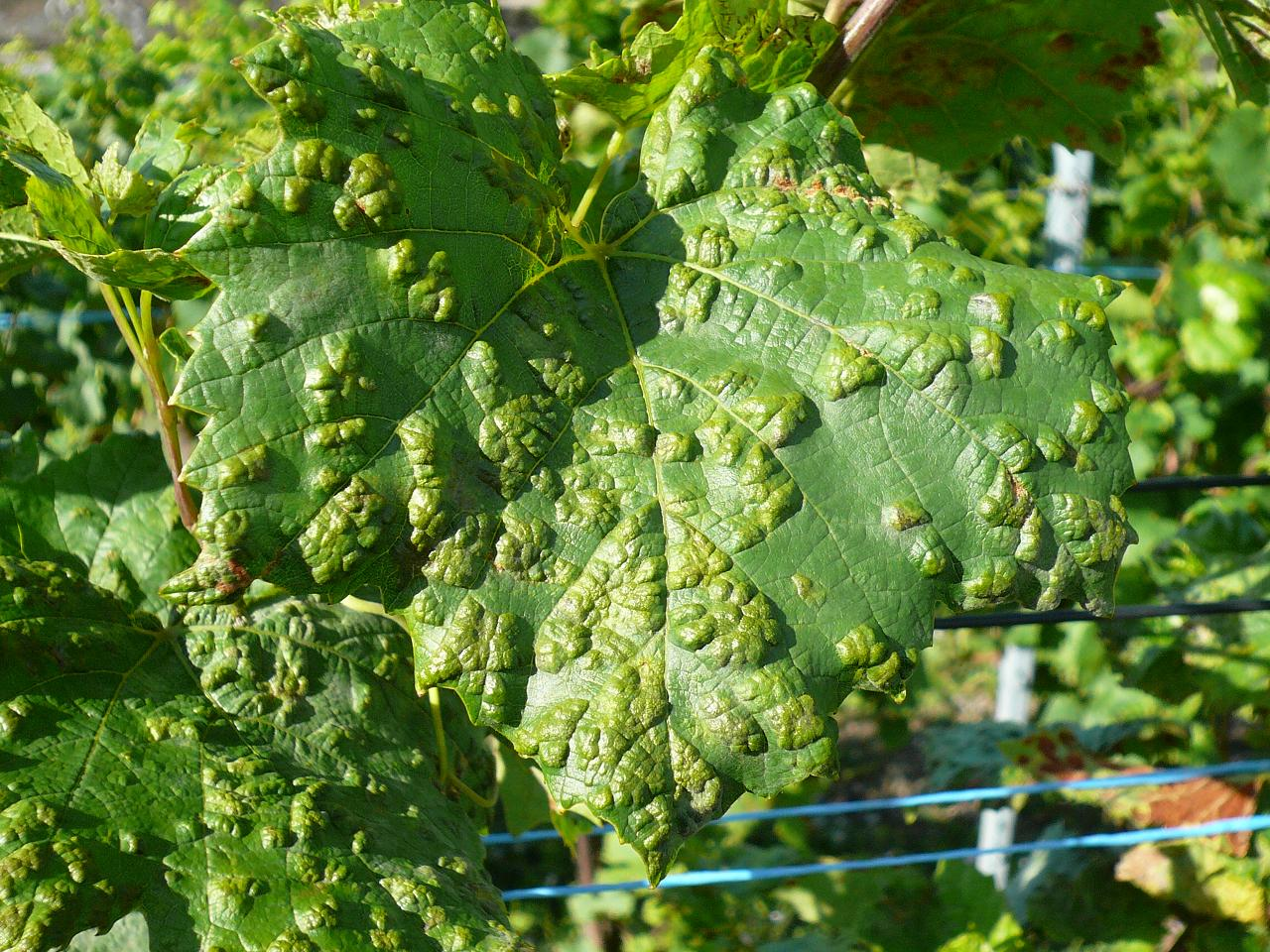
Folha de videira afectada pela erinose.

Erinose é uma doença da videira caracterizada pelo aparecimento generalizado de eríneos nas folhas e rebentos da planta causados pela picada de Colomerus vitis (também designado por Eriophyes vitis), uma espécie de ácaros da família Eriophyidae. Os eríneos são zonas da lâmina da folha onde a divisão celular se intensifica dando origem a um empolamento da superfície foliar que forma uma estrutura oca saliente com a concavidade voltada para a face inferior da folha. Na parte côncava forma-se um enfeltrado característico, resultado da modificação das células da epiderme dessa zona, as quais ficam alongadas e túrgidas, onde se abrigam populações dos ácaros eriofídeos causadores da afecção.

## Sintomas e métodos de controlo
Apesar do ácaro causador, a espécie Colomerus vitis, não ser visível a olho nu, a doença é facilmente identificável pela presença generalizada de empolamentos (os eríneos) no limbo das folhas.
Nas plantas infestadas as folhas apresentam empolamentos na página, os quais correspondem à formação de pequenas estruturas côncavas na face inferior, em geral com pequenas franjas, no nterior das quais há hipertrofia dos tricomas. Os tricomas hipertrofiados forma um enfeltrado piloso que com a idade fica avermelhado.
O ataque vai progredindo de ramo e ramo à medida que a planta cresce. Em geral, os danos são limitado e não têm impacte sensível sobre a cultura. No entanto, nos anos em que o ataque tenha início precoce, as folhas podem sofrer danos suficientes para prejudicar a fotossíntese, induzindo uma quebra na disponibilidade de nutrientes que conduz a uma redução significativa da colheita.
O tratamento apenas é necessário nos casos de infecção grave. Geralmente, os tratamentos com enxofre molhável usados na luta contra o oídio são suficientes.
Na viticultura orgânica, são utilizados insectos benéficos para limitar a população de ácaros eriofídeos.